# Makman
Makman (lub Makman el Tiyaha) – miejscowość w Egipcie w zachodniej części Półwyspu Synaj, w pobliżu wybrzeża Zatoki Sueskiej Morza Czerwonego, w muhafazie Synaj Południowy.